# 桑萨克韦纳泽斯
桑萨克韦纳泽斯（法語：Sansac-Veinazès，法語發音：[sɑ̃sak vɛnazɛs]）是法国康塔尔省的一个市镇，属于欧里亚克区。

## 地理
桑萨克韦纳泽斯（44°44'28"N, 2°26'44"E）面积12.56 平方千米，位于法国奥弗涅-罗讷-阿尔卑斯大区康塔爾省，该省份为法国中南部省份，位于法國中央高原中心，北起科雷兹省、上盧瓦爾省和多姆山省，西接洛特省和科雷兹省，南至阿韦龙省和洛特省，东临上盧瓦爾省和洛泽尔省。
与桑萨克韦纳泽斯接壤的市镇（或旧市镇、城区）包括：瑞纳克、拉贝瑟雷特、拉卡佩勒-代勒弗赖斯、马科莱斯、塞讷泽尔格。

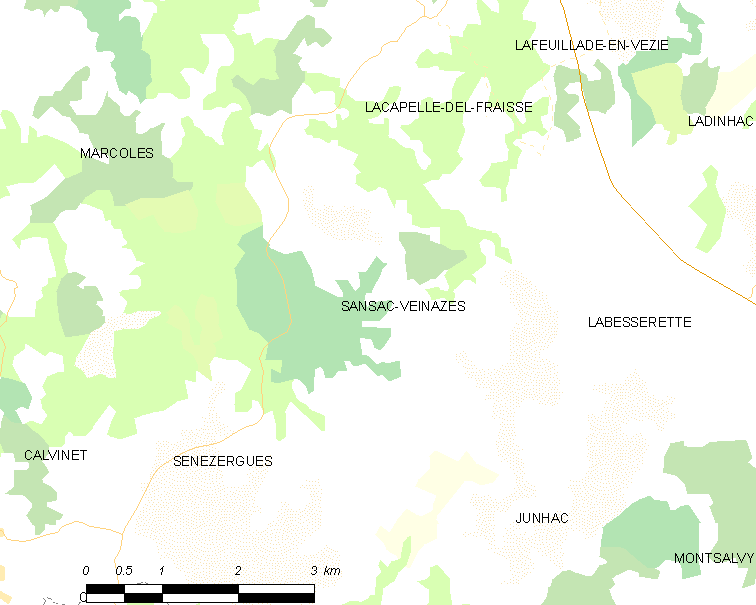
桑萨克韦纳泽斯的OSM定位图

桑萨克韦纳泽斯的时区为UTC+01:00、UTC+02:00（夏令时）。

## 行政
桑萨克韦纳泽斯的邮政编码为15120，INSEE市镇编码为15222。

## 政治
桑萨克韦纳泽斯所属的省级选区为塞尔河畔阿尔帕容县。

## 人口

1962-2008年间桑萨克韦纳泽斯人口变化图示

桑萨克韦纳泽斯于2022年1月1日时的人口数量为201人。